# Megachoriolaus patricia
Megachoriolaus patricia är en skalbaggsart som först beskrevs av Bates 1885. Megachoriolaus patricia ingår i släktet Megachoriolaus och familjen långhorningar.
Artens utbredningsområde är:
- Costa Rica.
- Guatemala.
- Honduras.
- Nicaragua.
- Panama.

Inga underarter finns listade i Catalogue of Life.